# Houdini (Eminem-Lied)
Houdini (benannt nach dem Zauberkünstler Harry Houdini) ist ein Lied des US-amerikanischen Rappers Eminem. Der Song wurde am 31. Mai 2024 als erste Single aus seinem zwölften Studioalbum The Death of Slim Shady (Coup de Grâce) veröffentlicht.

## Inhalt
In Houdini kehrt Eminem zum Comedy-Rap, den er vor allem zum Anfang seiner Karriere in einigen Singles verwendete, zurück. Die Wiederholung des Satzes „Guess who’s back“ im Intro ist dabei direkt an den Song Without Me angelehnt. Textlich sind zahlreiche Wortspiele, Vergleiche und Metaphern sowie Ironie enthalten. Eminem vergleicht seine Fähigkeiten mit denen des Zauberkünstlers Harry Houdini und meint, dass dies sein letzter Trick sei. Er blickt auf seine Karriere zurück, die unter anderem von Drogenkonsum und Kritikern, die seine Musik verbieten wollten, geprägt war. Dabei fragt der Rapper sich, was wohl sein altes Ich zur heutigen Zeit sagen würde, und setzt sich gleichzeitig mit seinem Alter Ego Slim Shady auseinander. Letztendlich teilt er ironisch gegen seine Freunde, Kollegen sowie seine eigenen Kinder aus, und meint, dass er auch eine Gefahr für sich selbst sei.

“Sometimes I wonder what the old me’d say

(If what) If he could see the way shit is today

(Look at this shit man) He’d probably say that everything is gay

(Like happy) What’s my name, what’s my name?”

## Produktion
Der Song wurde von Eminem zusammen mit dem Musikproduzenten Luis Resto produziert. Dabei verwendeten sie ein Sample des Lieds Abracadabra der Steve Miller Band aus dem Jahr 1982. Als Autoren sind neben Eminem auch Anne Dudley, Jeff Bass, Kevin Bell, Malcolm McLaren, Steve Miller und Trevor Horn angegeben.

## Musikvideo
Bei dem zu Houdini gedrehten Musikvideo, das am 31. Mai 2024 Premiere feierte, führte Rich Lee Regie. Es verzeichnet auf YouTube über 198 Millionen Aufrufe (Stand: Dezember 2024). Das Video ist an das zu Eminems Song Without Me aus dem Jahr 2002 angelehnt. Zu Beginn wacht der Rapper im Bett seiner Villa auf und erhält die Nachricht von Dr. Dre, dass sein früheres Ich Slim Shady aus dem Jahr 2002 durch ein Portal in die Gegenwart gereist ist. Daraufhin macht sich Eminem zusammen mit Dr. Dre auf die Jagd nach seinem früheren Ich und sie fahren in einem gelben Lamborghini durch die Stadt. Der Rapper klettert schließlich an einem Seil die Wand eines Hochhauses hinauf und trifft oben auf Slim Shady, dem er das Mikrofon wegnimmt, woraufhin es zu einem Kampf kommt, an dessen Ende beide zu einer Person verschmelzen. Eminem rappt nun wieder mit blonden Haaren und fährt weiter mit Dr. Dre durch die Stadt, der jedoch aussteigt, nachdem er von Eminem beleidigt wird. Am Ende steigt der Komiker Pete Davidson zu dem Rapper ins Auto und beide rasen durch die Stadt, wobei sie zahlreiche Autos rammen. Zudem enthält das Video Cameoauftritte der Rapper 50 Cent, Snoop Dogg, Royce da 5′9″, Westside Boogie, Grip und Ez Mil sowie des Produzenten The Alchemist, Eminems Manager Paul Rosenberg, Labelchef Jimmy Iovine und seiner eigenen Kinder Hailie Jade, Alaina und Stevie.
Bei den MTV Video Music Awards 2024 wurde es in den Kategorien Best Hip Hop Video und Best Visual Effects ausgezeichnet. Zudem wurde es bei den Grammy Awards 2025 als Best Music Video nominiert, unterlag jedoch dem Video zu Not Like Us von Kendrick Lamar.

## Single

### Covergestaltung
Das Singlecover wurde von Mike Saputo erstellt und zeigt eine Zauberkünstlerfigur, die eine weiße Maske, einen Anzug, weiße Handschuhe und einen blauen Zylinder trägt, auf dem sich ein schwarzes, umgedrehtes E in Form einer Spielkarte befindet. Die Figur wird von vier kleinen Teufeln umkreist und lässt mit ihren Händen ein Mikrofon schweben. Oben im Bild stehen die Schriftzüge Eminem in Schwarz, Houdini in Orange sowie Guess Who’s Back? And For My Last Trick… Im Hintergrund ist ein roter Vorhang zu sehen.

### Chartplatzierungen
Houdini stieg am 7. Juni 2024 auf Platz drei in die deutschen Singlecharts ein und belegte diesen auch in der folgenden Woche, bevor es auf Rang sechs fiel. Insgesamt war es 36 Wochen in den Top 100 vertreten, davon acht Wochen in den Top 10. Die Chartspitze erreichte die Single unter anderem im Vereinigten Königreich, in der Schweiz, in Österreich, Australien, Neuseeland und Norwegen.
2024 belegte das Lied Rang 30 der deutschen Single-Jahrescharts sowie Rang 41 der deutschen Airplay-Jahrescharts.
| ChartsChartplatzierungen       | Höchstplatzierung | Wochen |
| ------------------------------ | ----------------- | ------ |
| Deutschland (GfK)              | 3 (36 Wo.)        | 36     |
| Österreich (Ö3)                | 1 (27 Wo.)        | 27     |
| Schweiz (IFPI)                 | 1 (29 Wo.)        | 29     |
| Vereinigte Staaten (Billboard) | 2 (20 Wo.)        | 20     |
| Vereinigtes Königreich (OCC)   | 1 (21 Wo.)        | 21     |

| ChartsJahrescharts (2024)      | Platzierung |
| ------------------------------ | ----------- |
| Deutschland (GfK)              | 30          |
| Österreich (Ö3)                | 24          |
| Schweiz (IFPI)                 | 27          |
| Vereinigte Staaten (Billboard) | 39          |
| Vereinigtes Königreich (OCC)   | 26          |

### Auszeichnungen für Musikverkäufe
Houdini wurde noch im Erscheinungsjahr für mehr als 600.000 verkaufte Einheiten im Vereinigten Königreich mit einer Platin-Schallplatte ausgezeichnet. In Deutschland erhielt es 2025 für über 300.000 Verkäufe eine Goldene Schallplatte.
| Land/Region                  | Auszeichnungen für Musikverkäufe (Land/Region, Auszeichnung, Verkäufe) | Verkäufe  |
| ---------------------------- | ---------------------------------------------------------------------- | --------- |
| Belgien (BRMA)               | Platin                                                                 | 40.000    |
| Brasilien (PMB)              | 2× Platin                                                              | 80.000    |
| Dänemark (IFPI)              | Gold                                                                   | 45.000    |
| Deutschland (BVMI)           | Gold                                                                   | 300.000   |
| Frankreich (SNEP)            | Gold                                                                   | 100.000   |
| Griechenland (IFPI)          | Gold                                                                   | 10.000    |
| Italien (FIMI)               | Gold                                                                   | 50.000    |
| Kanada (MC)                  | 3× Platin                                                              | 240.000   |
| Neuseeland (RMNZ)            | Platin                                                                 | 30.000    |
| Österreich (IFPI)            | Platin                                                                 | 30.000    |
| Polen (ZPAV)                 | 2× Platin                                                              | 100.000   |
| Portugal (AFP)               | Gold                                                                   | 5.000     |
| Schweiz (IFPI)               | Platin                                                                 | 30.000    |
| Vereinigtes Königreich (BPI) | Platin                                                                 | 600.000   |
| Insgesamt                    | 6× Gold · 12× Platin ·                                                 | 1.660.000 |

Hauptartikel: Eminem/Auszeichnungen für Musikverkäufe

### Preise
Bei den Grammy Awards 2025 wurde Houdini in der Kategorie Best Rap Performance nominiert, unterlag jedoch Not Like Us von Kendrick Lamar.